# Ximon ben Laqix
Ximon ben Laqix (hebreu: שִׁמעוֹן בֶּן־לָקִישׁ‎; arameu: שמעון בר לקיש, Ximon bar Laqix o Ximon bar Laqixà), també conegut com Reix Laqix, fou un amorà o savi jueu que comentava i transmetia els ensenyaments de la Torà. Va ser considerat com un dels més destacats de la segona generació. Era el deixeble favorit de Yohanan bar Nappahà. Molts dels seus judicis i opinions es presenten al Talmud de Jerusalem i al Talmud de Babilònia.

## Biografia
Va néixer suposadament a Bosrà, a l'est del riu Jordà, al voltant de l'any 200 dC, però va viure la major part de la seva vida a Seforis (Heinrich Graetz, "Gesche". vers l'any 240). Res se sap de la seva ascendència, excepte el nom del seu pare.
Malgrat que va estudiar la Torà en la seva joventut, abandonà per lluitar com Gladiador, que era una de les professions més menyspreades al judaisme i una de les més perilloses. Gràcies a la seva fortalesa física es va fer famós com gladiador a Cesarea i altres llocs.
Va conèixer el rabí Yohanan al riu Jordà i els dos homes van fer una promesa, el rabí Yohanan Reix va prometre que es casaria amb la seva germana, la bonica Laqix i Reix Laqix es va comprometre a penedir-se i dedicar les seves energies a l'estudi de la Torà. Reix Laqix va tornar a casa a estudiar (Bet Midraix) i van veure que el seu esperit era tan fort com els seus músculs.